# Casco antiguo de Poznań
El casco antiguo de Poznań es el barrio más céntrico de la ciudad de Poznań, en el oeste de Polonia, y abarca la zona de la antigua ciudad medieval amurallada de Poznań. Se llama Stare Miasto en polaco, aunque ese nombre también puede referirse al distrito administrativo más amplio de Stare Miasto, que se extiende a la mayor parte del centro de la ciudad y a las zonas del norte.
El casco antiguo se centra en Stary Rynek, la Plaza del Mercado Antiguo donde se encuentra el histórico Ayuntamiento de Poznań (Ratusz). Representa la gloria de Poznań, desde su fundación en 1253. Una de las torres del Ayuntamiento alberga dos pequeños machos cabríos, que se golpean la cabeza todos los días a mediodía. En el extremo occidental del casco antiguo se encuentra la colina de Przemysł (Góra Przemysła) sobre la que se erigía el castillo del rey. El Castillo Real medieval de Poznań ha sido reconstruido entre 2011 y 2016.
Las murallas se derribaron cuando la ciudad se amplió a principios del siglo XIX, pero el trazado de las calles del casco antiguo sigue correspondiendo estrechamente al de la antigua ciudad protegida, con una cuadrícula de calles estrechas. Se pueden ver fragmentos supervivientes de las murallas, algunos de los cuales han sido reconstruidos, en la calle Stawna, en la calle Ludgardy, junto al Parque de Chopin en el sur de la Plaza del Mercado Antiguo y las mejores partes están en la calle Masztalarska en el norte.
El casco antiguo de Poznań figura como uno de los monumentos históricos nacionales oficiales de Polonia ( Pomnik historii ), designado el 28 de noviembre de 2008, junto con otras partes del núcleo histórico de la ciudad. Su listado es mantenido por la Junta del Patrimonio Nacional de Polonia.

## Plaza del Mercado Viejo

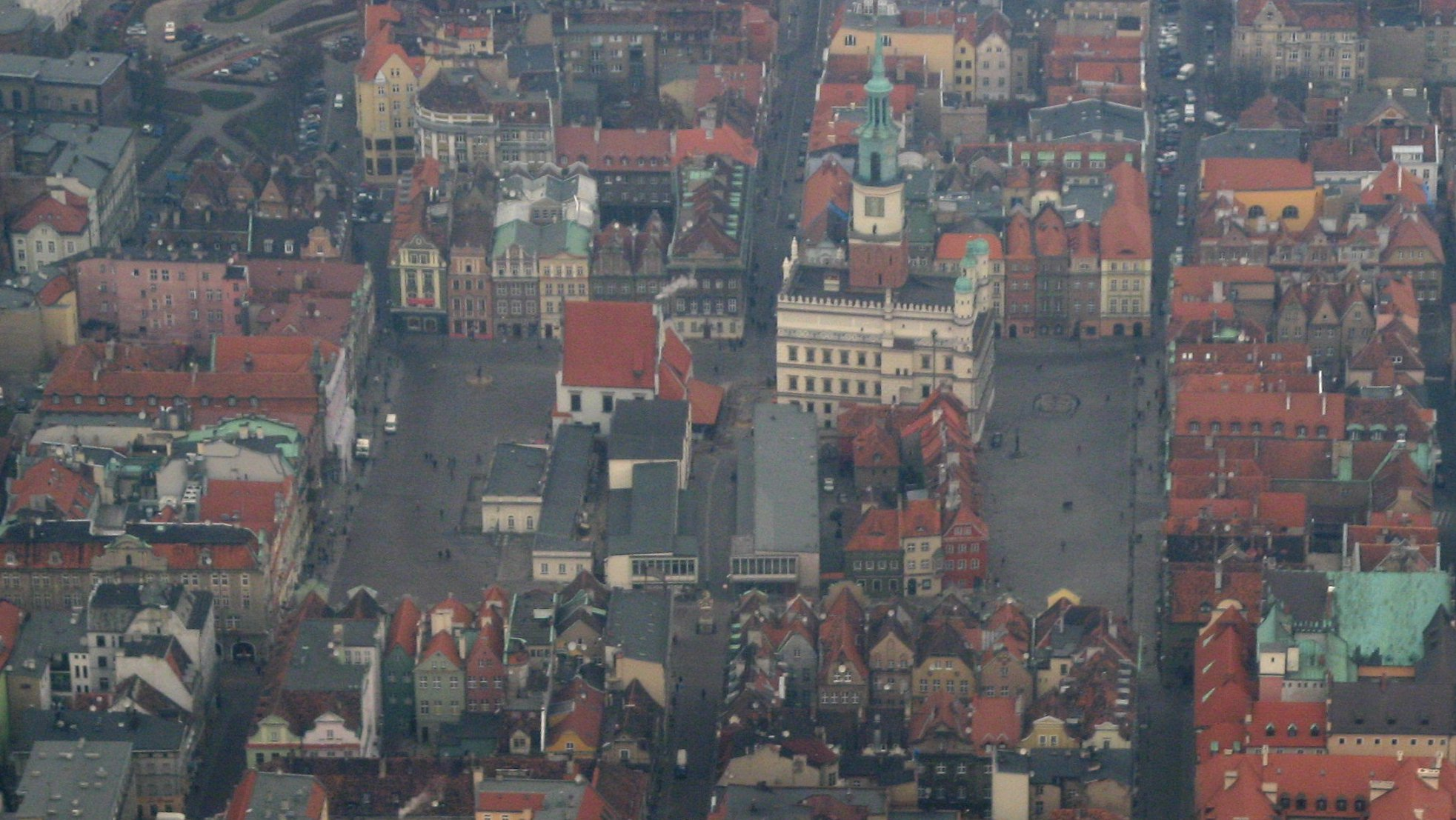
Vista de pájaro de la plaza, desde el sur

El asentamiento original de Poznań estaba en la isla fluvial de Ostrów Tumski, y data al menos del siglo IX. El barrio de la Ciudad Vieja, sin embargo, corresponde a la ciudad situada en la orilla izquierda del Warta, al oeste de Ostrów Tumski, que recibió sus estatutos en 1253 (las obras del Castillo Real, que estaría en el lado occidental del anillo de murallas, comenzaron varios años antes).

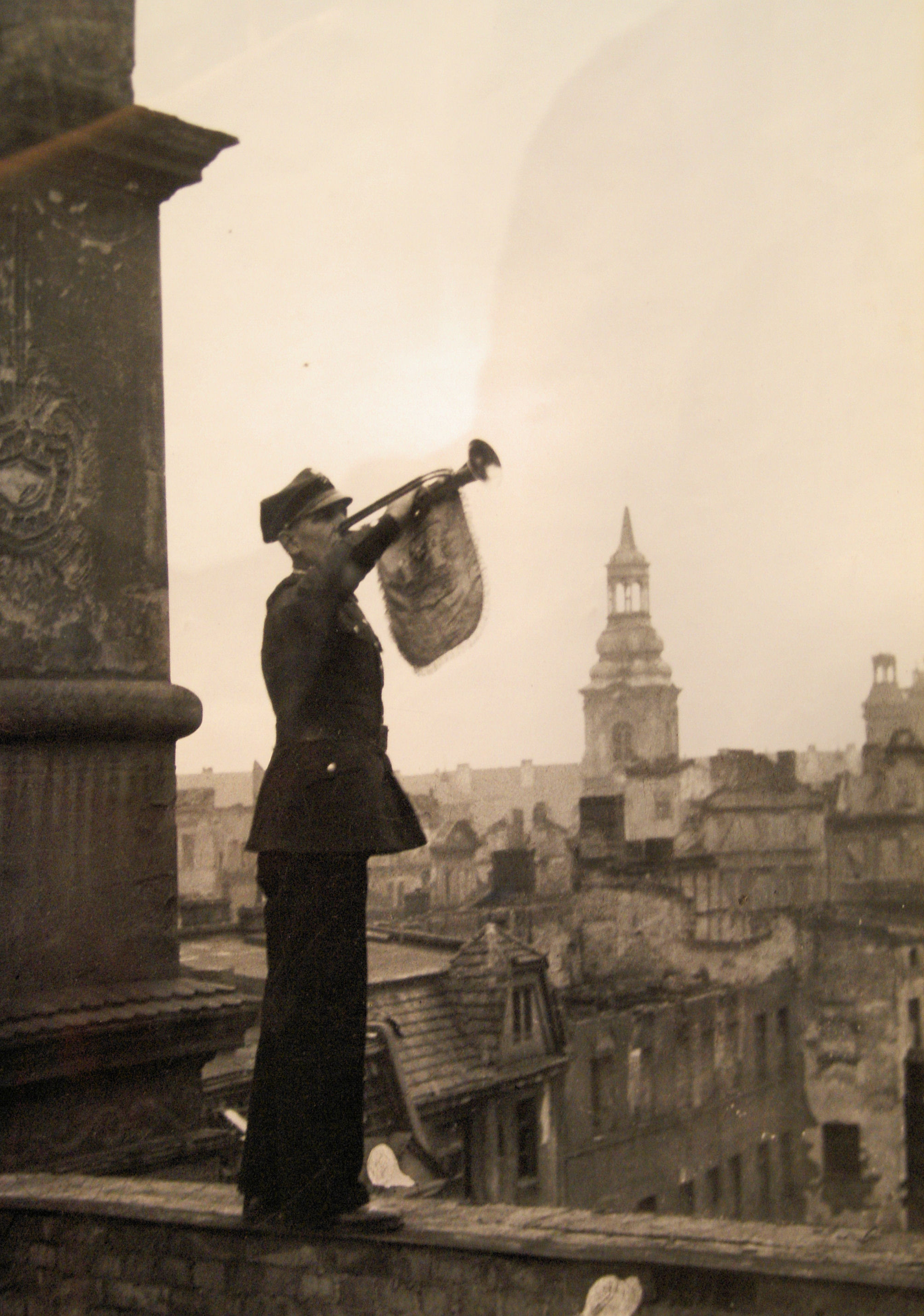
Hejnał del Ayuntamiento

La Plaza del Mercado Viejo (Stary Rynek) es la gran plaza en la que se centra el barrio de la Ciudad Vieja. Los lados de la plaza miden aproximadamente 140 metros. En la parte central de la plaza hay un grupo de edificios, el principal de los cuales es el Antiguo Ayuntamiento (Ratusz). A cada lado de la plaza hay altas hileras de antiguas casas de vecinos (kamienice), muchas de las cuales se utilizan ahora como restaurantes, cafés y pubs (a menudo con mesas al aire libre en la propia plaza). La plaza se trazó originalmente en torno a 1253, con cada lado dividido en 16 parcelas iguales, y a lo largo de los siglos se introdujeron muchos cambios en la disposición arquitectónica y el estilo. A partir de 1550, Giovanni Battista di Quadro llevó a cabo importantes cambios, reconstruyendo el Ayuntamiento y otros edificios en estilo renacentista (los edificios habían sufrido graves daños a causa de un incendio en 1536). La mayoría de los edificios de la plaza fueron reconstruidos tras los graves daños sufridos en la batalla de Poznań (1945).

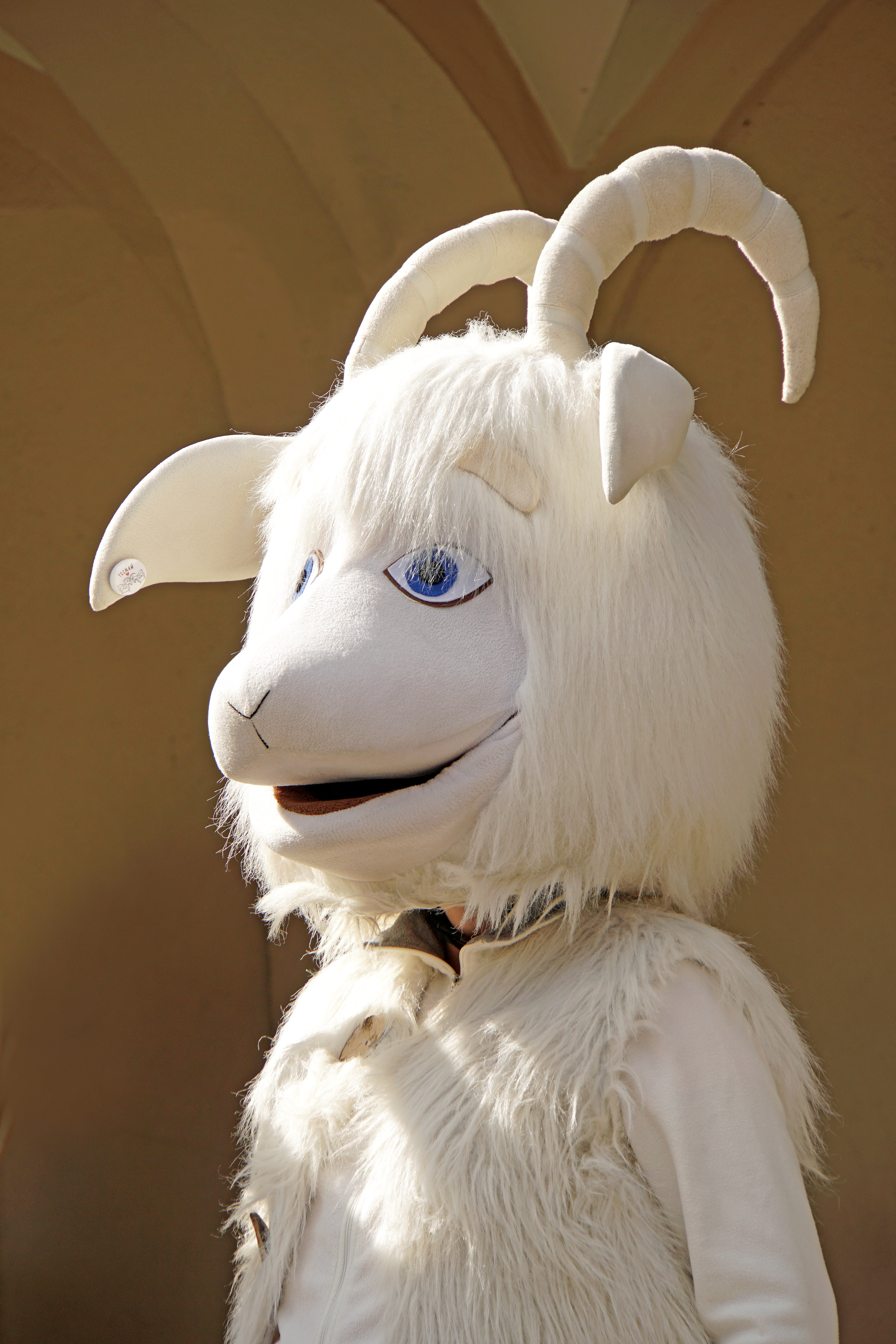
Mascota de la cabra de Poznań, en la plaza del mercado viejo

El grupo central de edificios incluye:
- El antiguo ayuntamiento (ver artículo separado), que se encuentra en la esquina noreste del grupo de edificios central (mirando hacia el este).
- Una hilera de casas de comerciantes (domki budnicze), que datan del siglo XVI, pintadas con un diseño multicolor (1953-1961), con una arcada que contiene puestos de souvenirs, orientada hacia el este. Una de las casas (núm. 17) exhibe el escudo de armas -un arenque y tres palmas- del gremio de comerciantes del que toman el nombre las casas.
- La antigua cancillería del pueblo, adosada a las casas de los comerciantes, orientada al sur.
- La antigua casa de pesaje de la ciudad (Waga Miejska), detrás del Ayuntamiento, mirando al norte. Se construyó por primera vez en 1532-1534, se reconstruyó en 1563, se demolió por insegura en 1890 (se sustituyó por un "Nuevo Ayuntamiento" de estilo renacentista utilizado por el gobierno de la ciudad, muy dañado en 1945), se reconstruyó en su antiguo estilo en 1950-1960 basándose en los grabados que se conservan, se renovó en 2002, y ahora se utiliza para bodas y otros actos.
- La caseta de vigilancia (Odwach), orientada al oeste, originalmente un edificio de madera del siglo XVIII, reconstruido en estilo clásico en 1783-1787, muy dañado en 1945, reconstruido en 1949-1951 y utilizado como museo. Ahora alberga un museo dedicado a la Sublebación de la Gran Polonia (1918-1919) .
- La galería Arsenał, un edificio de posguerra (1959-1962), que se encuentra en el sitio de un antiguo edificio del mercado que se utilizó como arsenal desde el siglo XVII y fue destruido en 1945.
- El Museo Militar de Wielkopolska, un edificio moderno (1959-1962) que se encuentra en el sitio de una antigua lonja de telas (sukiennice) . La lonja de los paños existió desde 1386 (reconstruida en 1563) hasta que fue convertida en viviendas en el siglo XIX (destruida en la Segunda Guerra Mundial).

Entre las casas más destacadas de los alrededores de la plaza se encuentran:
- números 45, 46 y 47 del lado este de la plaza, que albergan un Museo de Instrumentos Musicales.
- no. 48, un edificio gótico reconstruido, detrás del cual los arqueólogos han descubierto los restos de la casa de un comerciante de finales del siglo XIII, el edificio de ladrillo más antiguo conocido en la ciudad de la margen izquierda, que probablemente perteneció al fundador de la ciudad, Tomás de Guben.
- no. 50, un edificio gótico tardío reconstruido, en cuya pared hay una placa que muestra el nivel máximo de agua durante la peor inundación de la historia de la ciudad en 1736.
- no. 78 en el lado oeste, conocido como el Palacio Działyński .
- no. 91 en el lado norte, conocido como el Palacio Mielżyński.

Otros elementos de la plaza son un poste de castigo ("pranger", pręgierz en polaco) y una fuente que representa a Proserpina, en el lado oriental frente al Ayuntamiento; una estatua de San Juan Nepomuceno; y fuentes que representan a los dioses Apolo, Neptuno y Marte. En el grupo central de edificios hay una fuente que representa a una mujer Bamber (Bamberka).

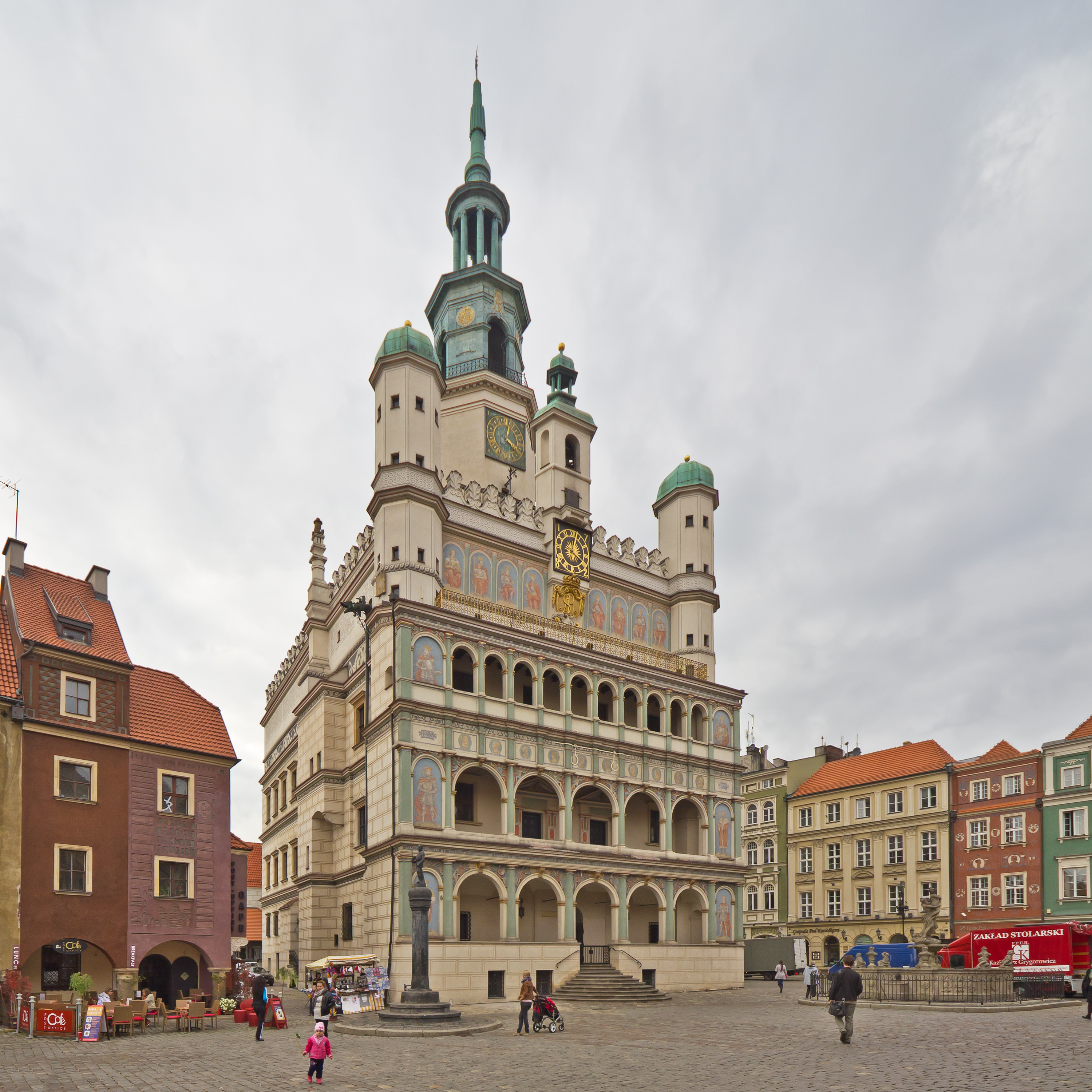
Ayuntamiento
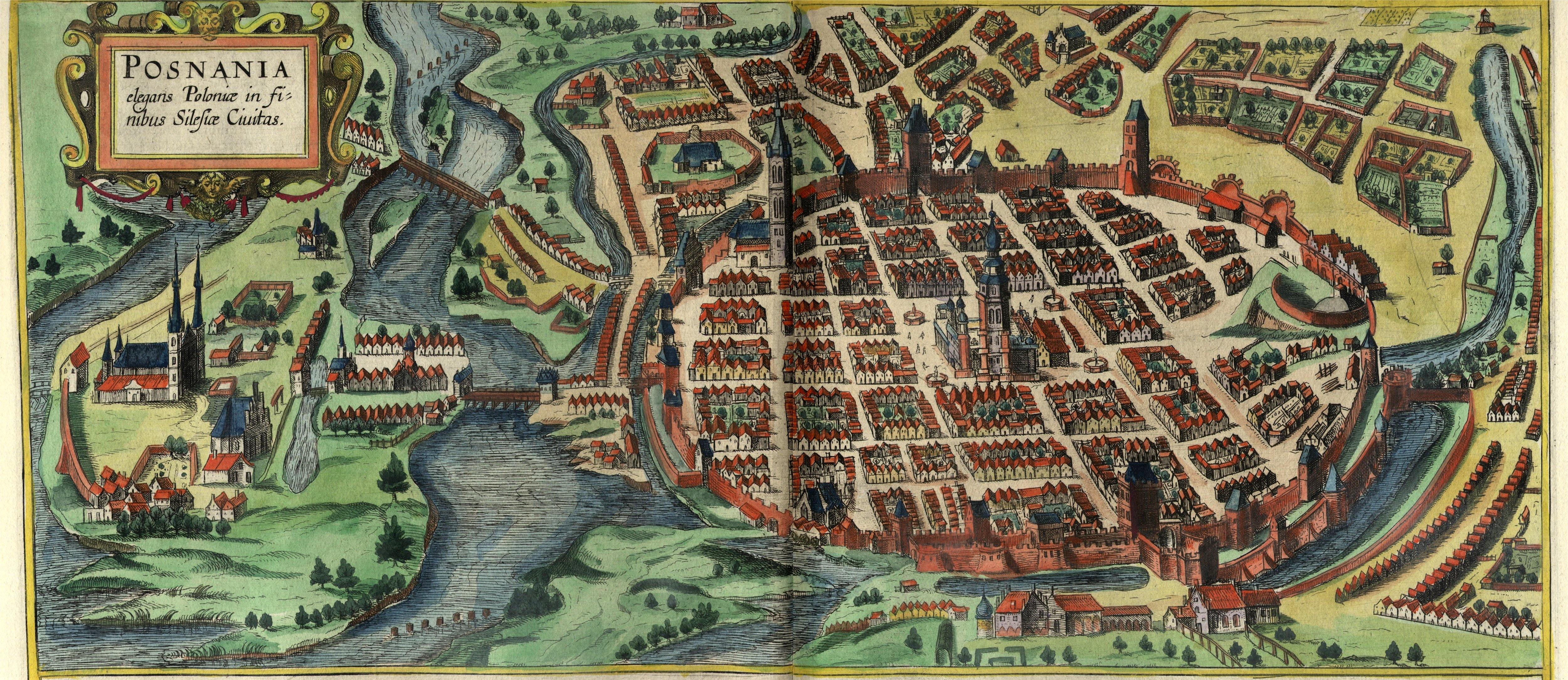
Poznan, 1618 de Civitates Orbis Terrarum
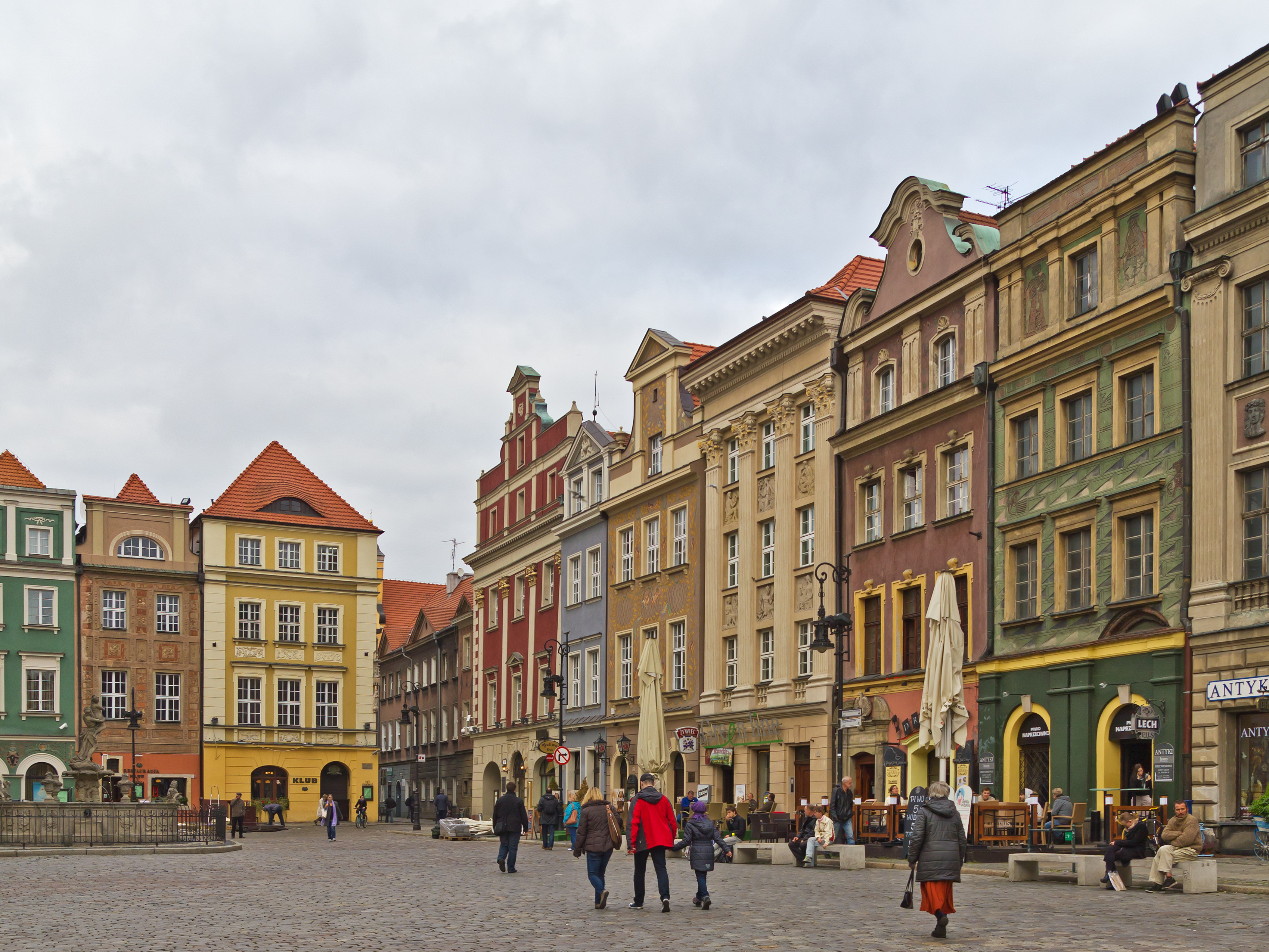
Casas de comerciantes
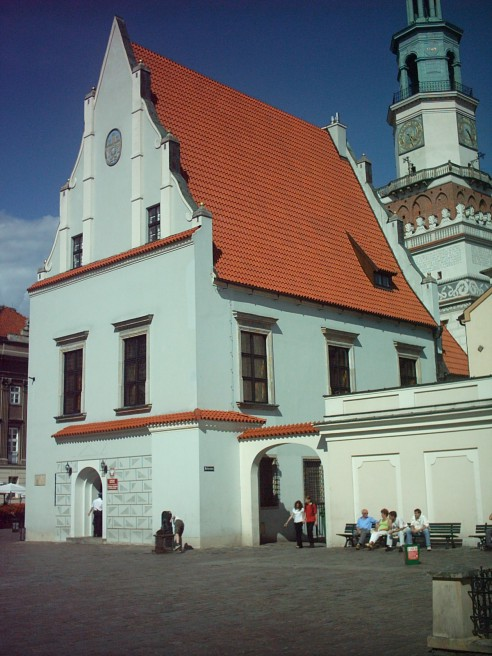
Casa de pesaje
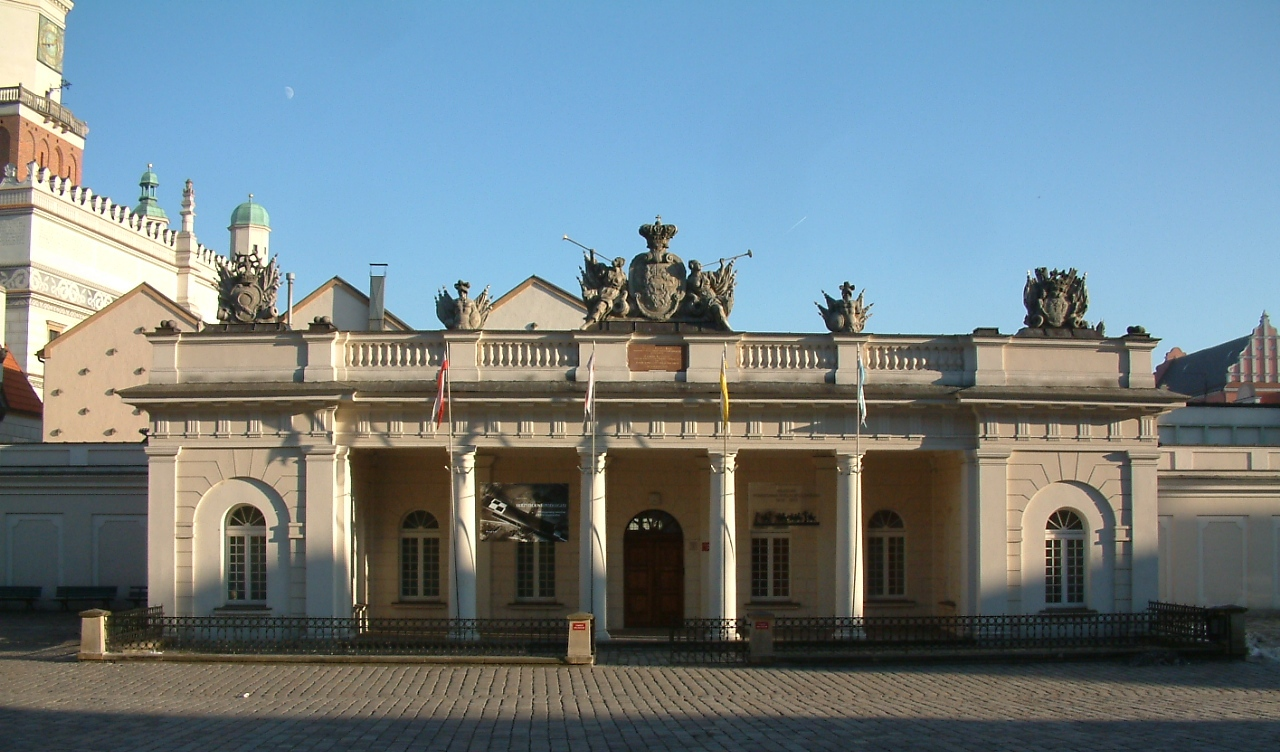
Cárcel militar
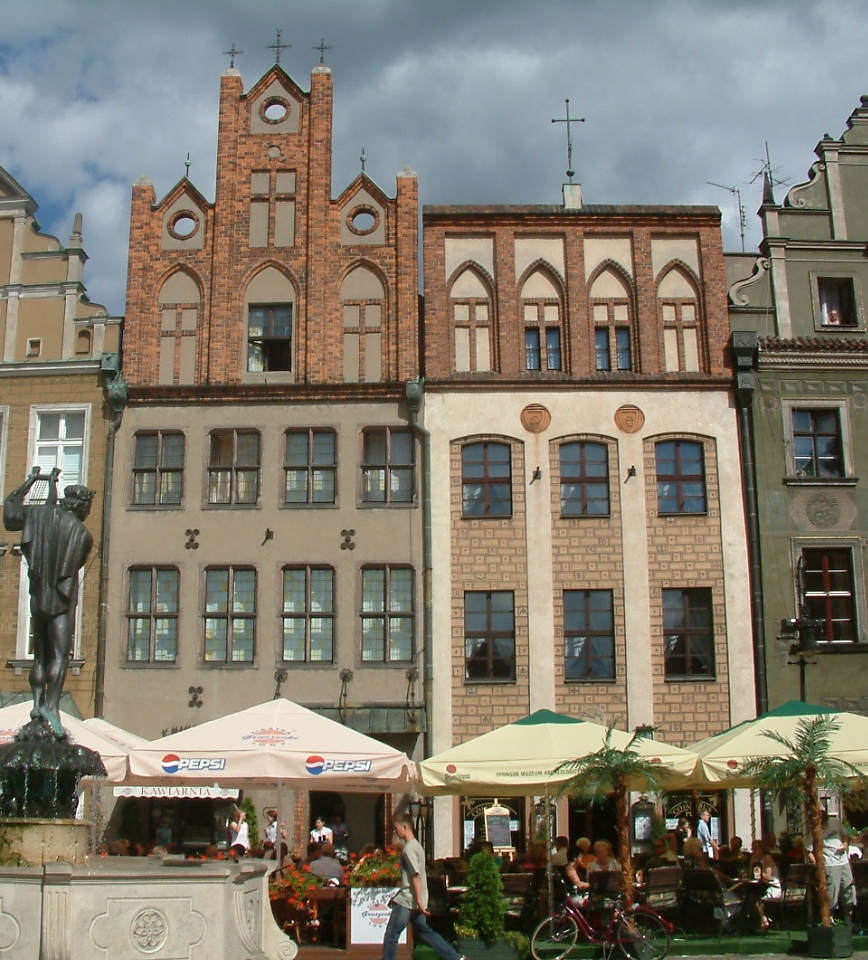
Edificios en los núms. 50 y 51
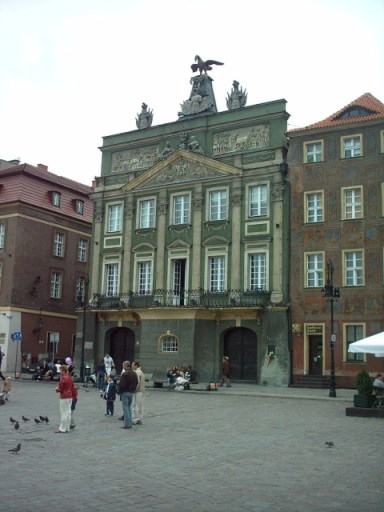
El Palacio Działyński
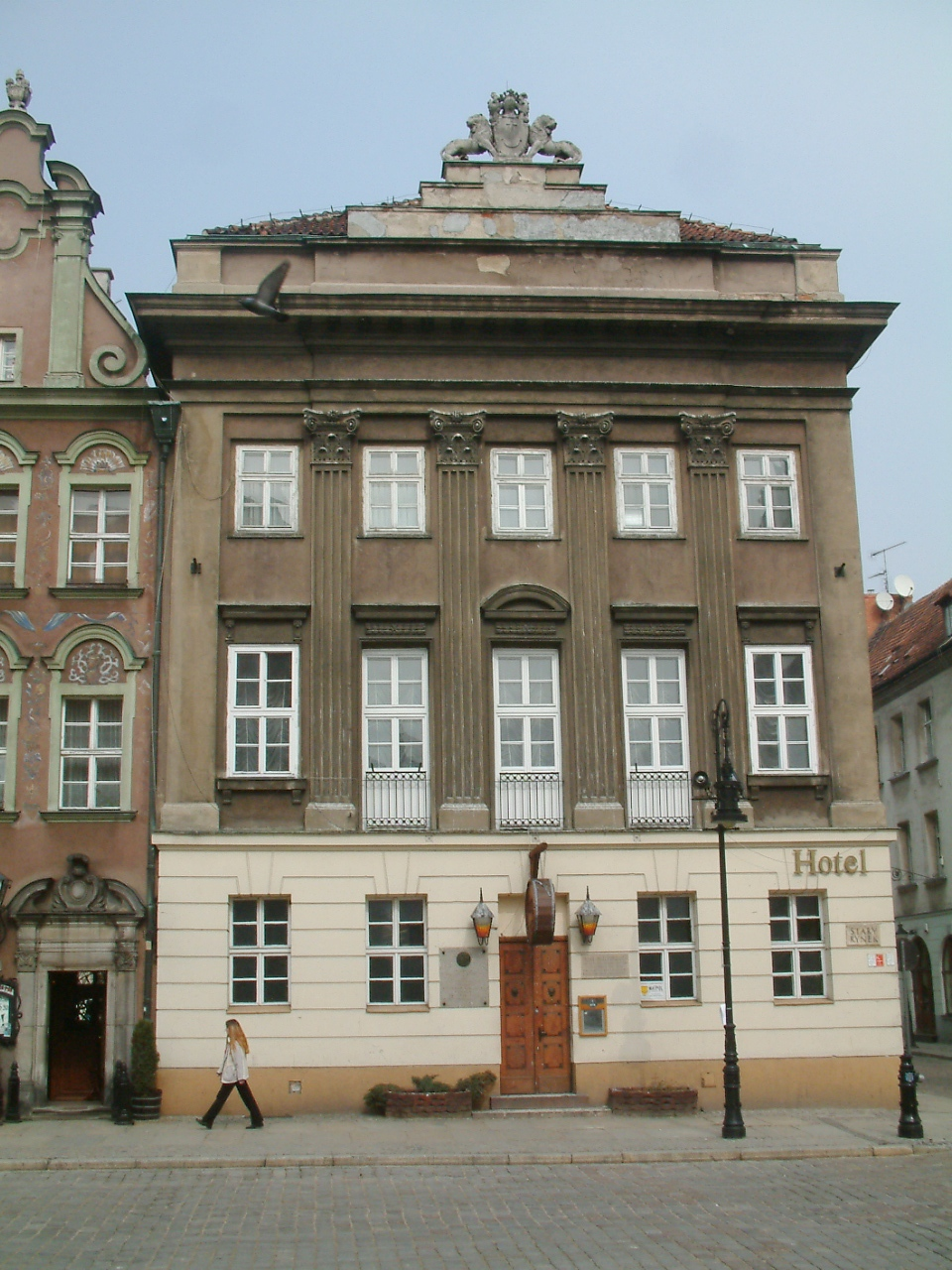
El Palacio Mielżyński
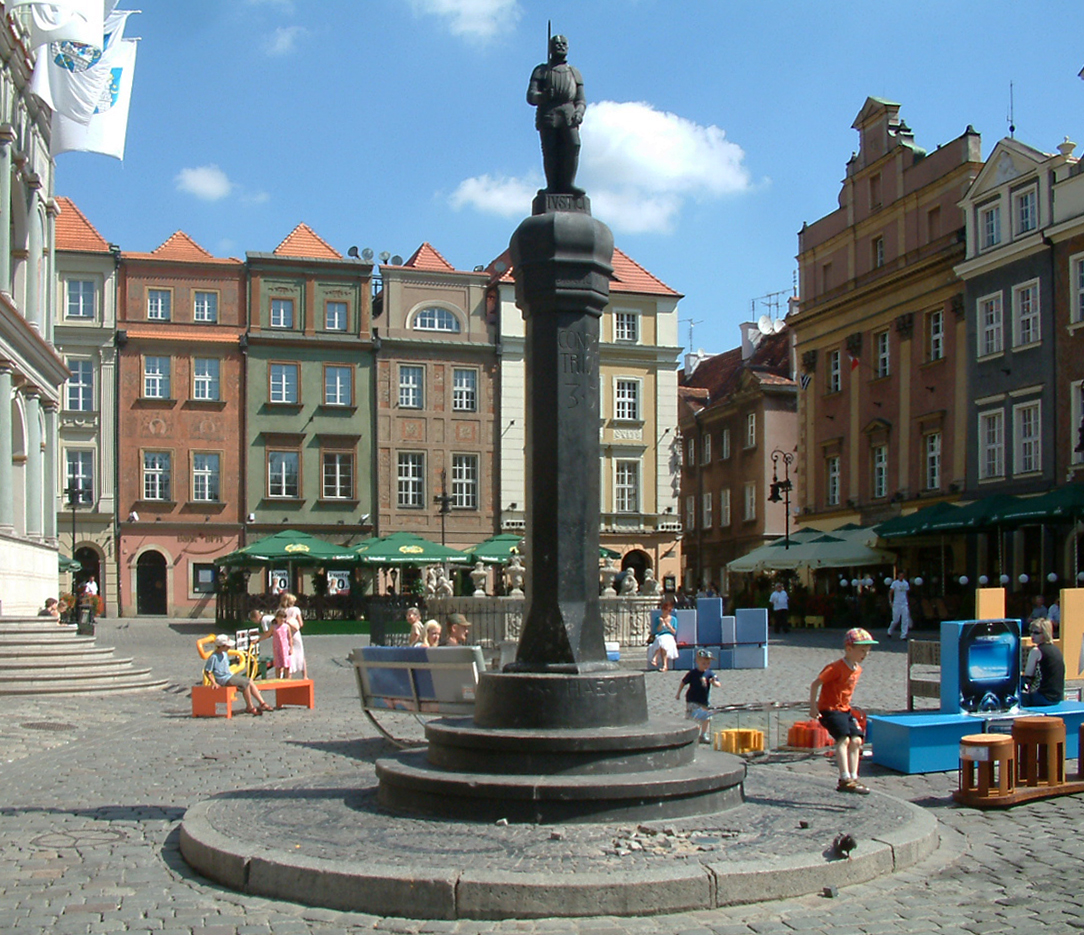
Poste de castigo (pranger)
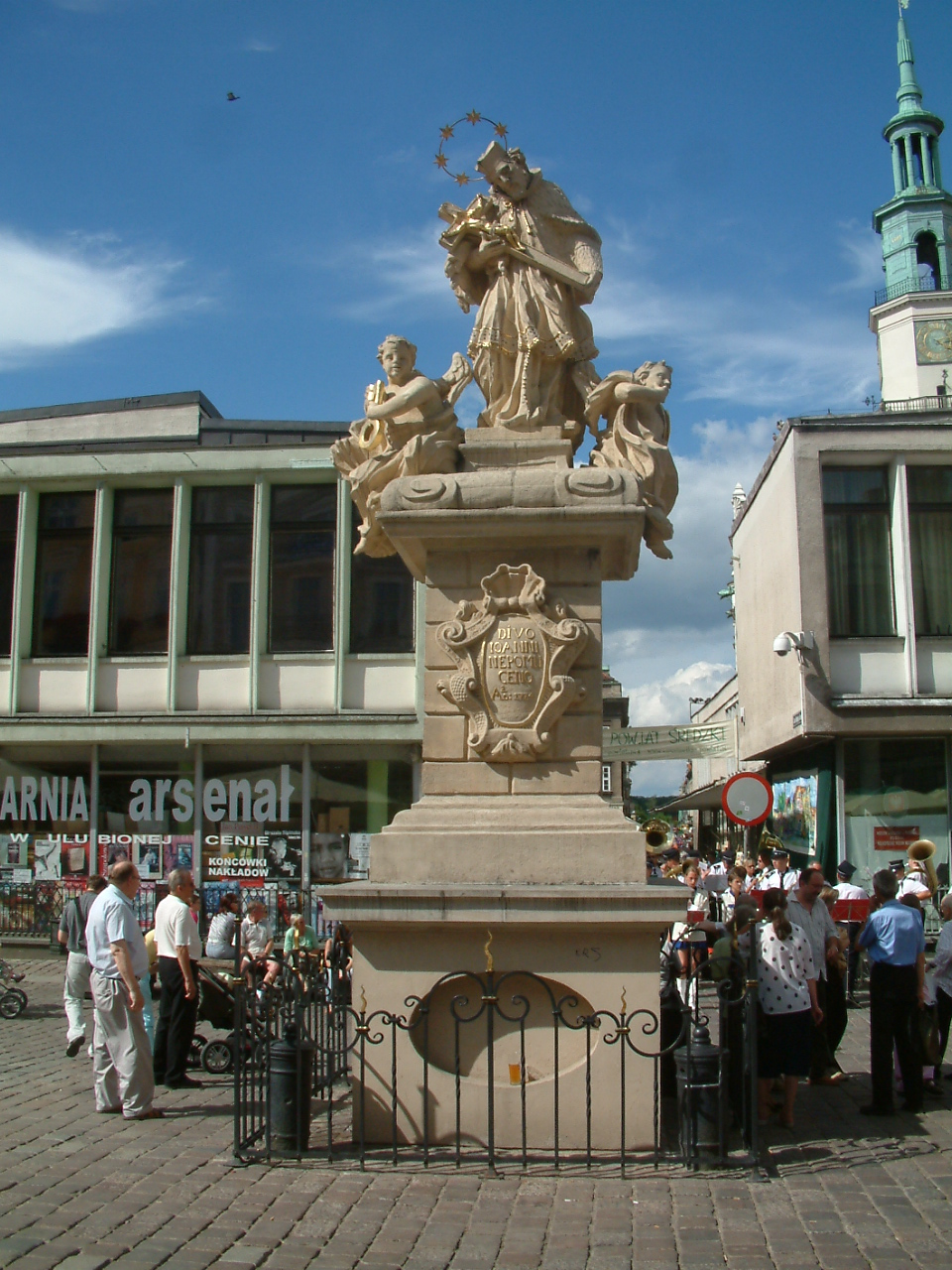
Estatua de San Juan Nepomuceno
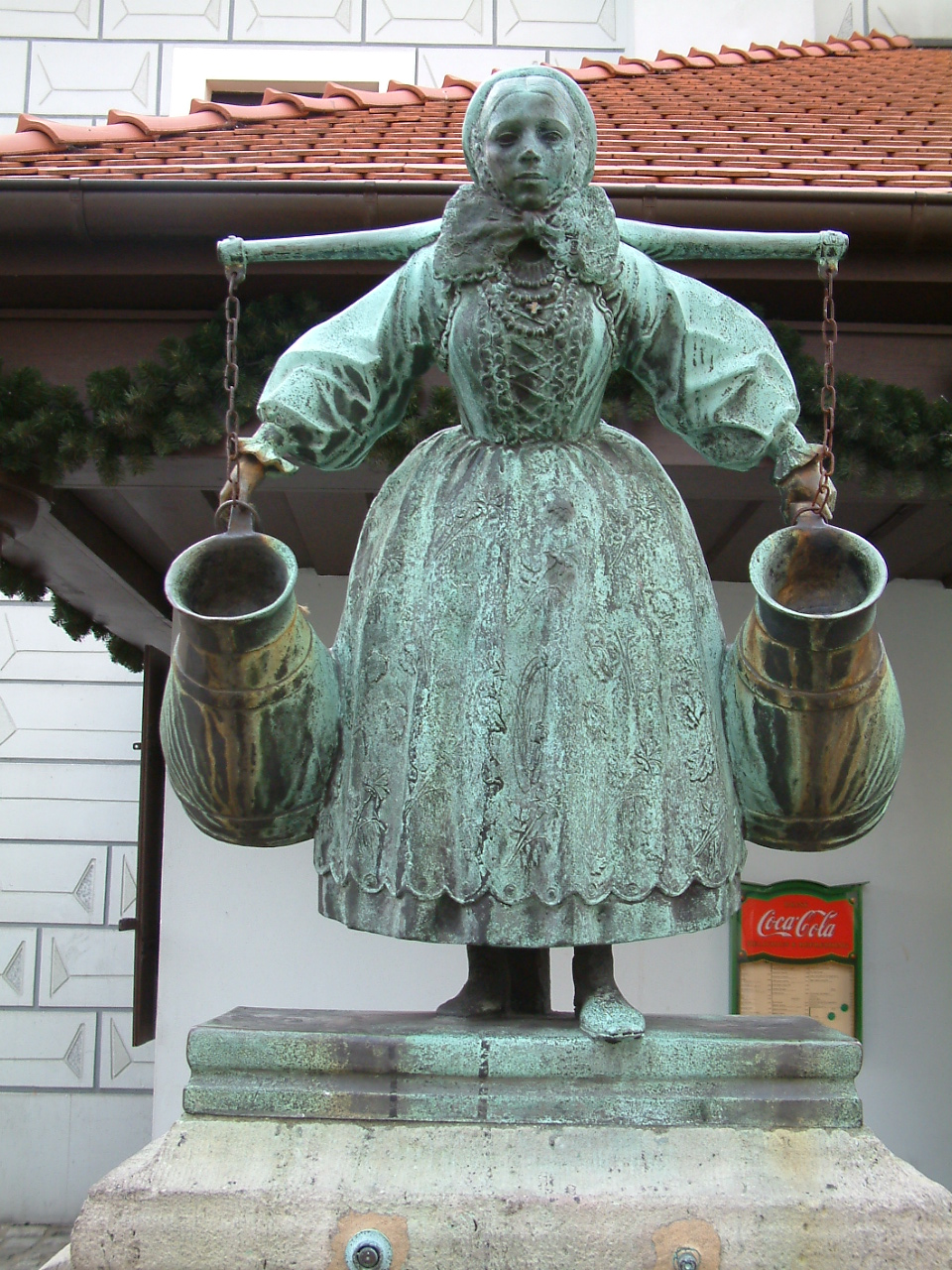
Fuente de agua bamberka
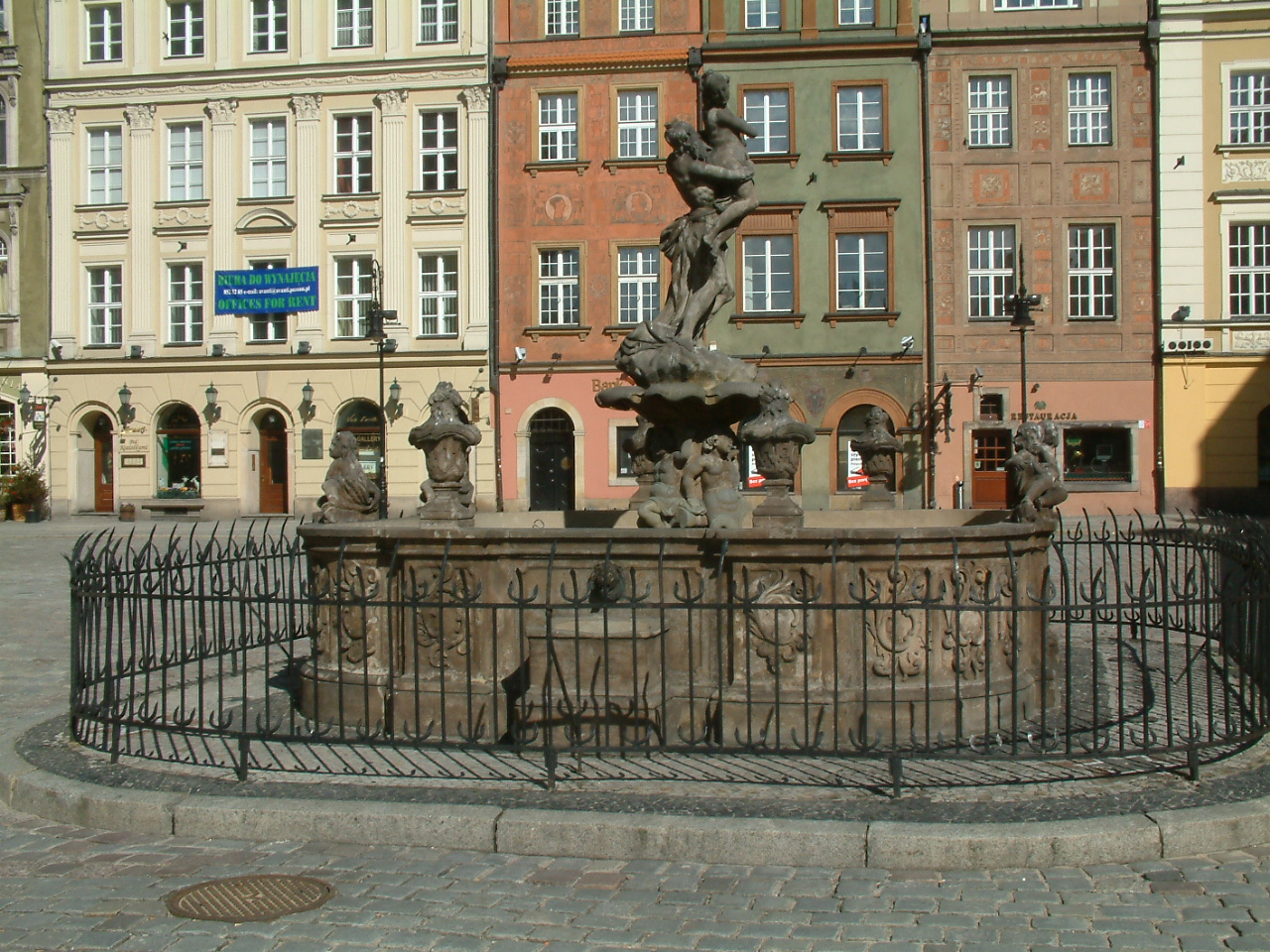
Fuente de Proserpina
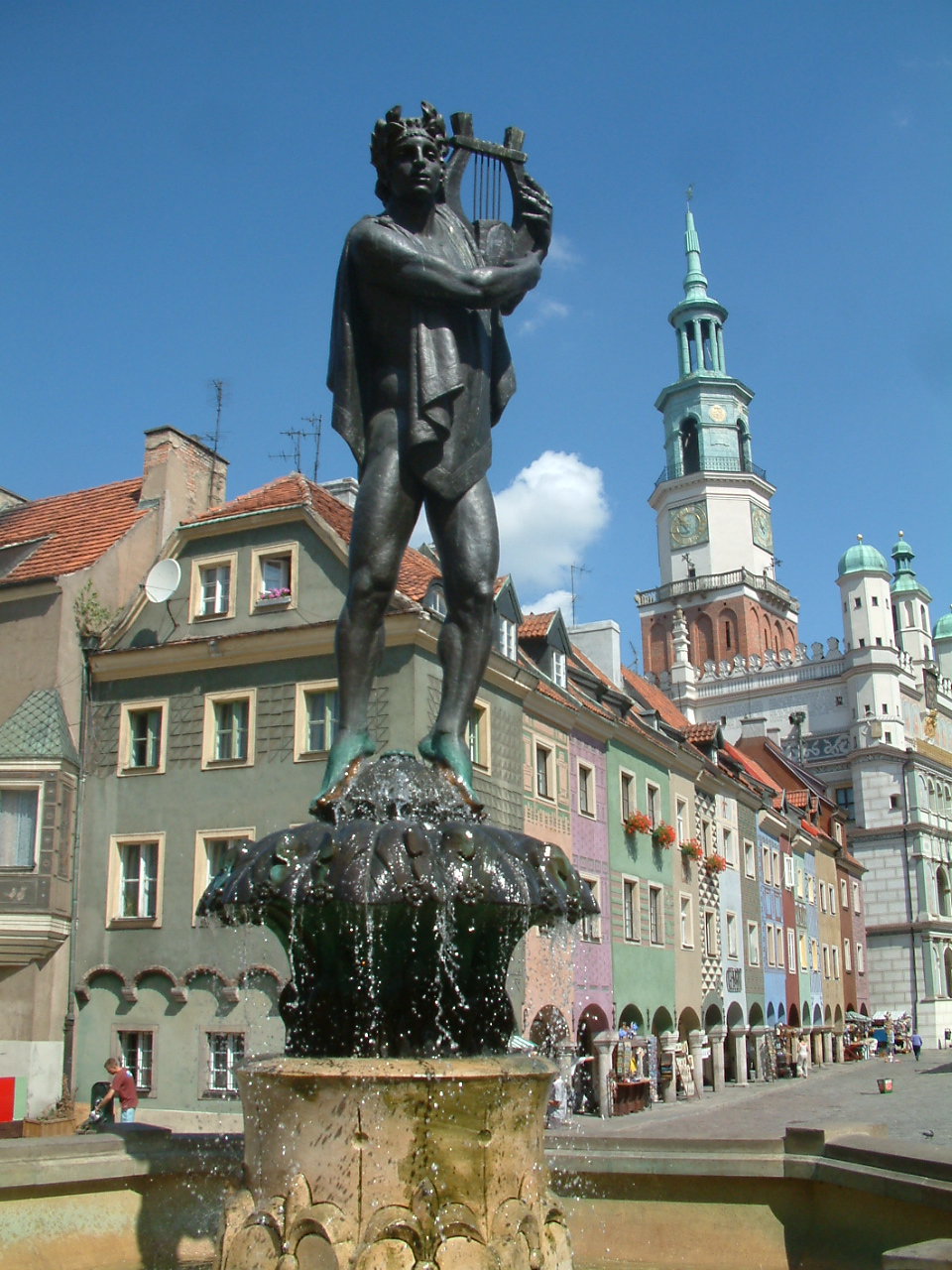
Fuente de Apolo
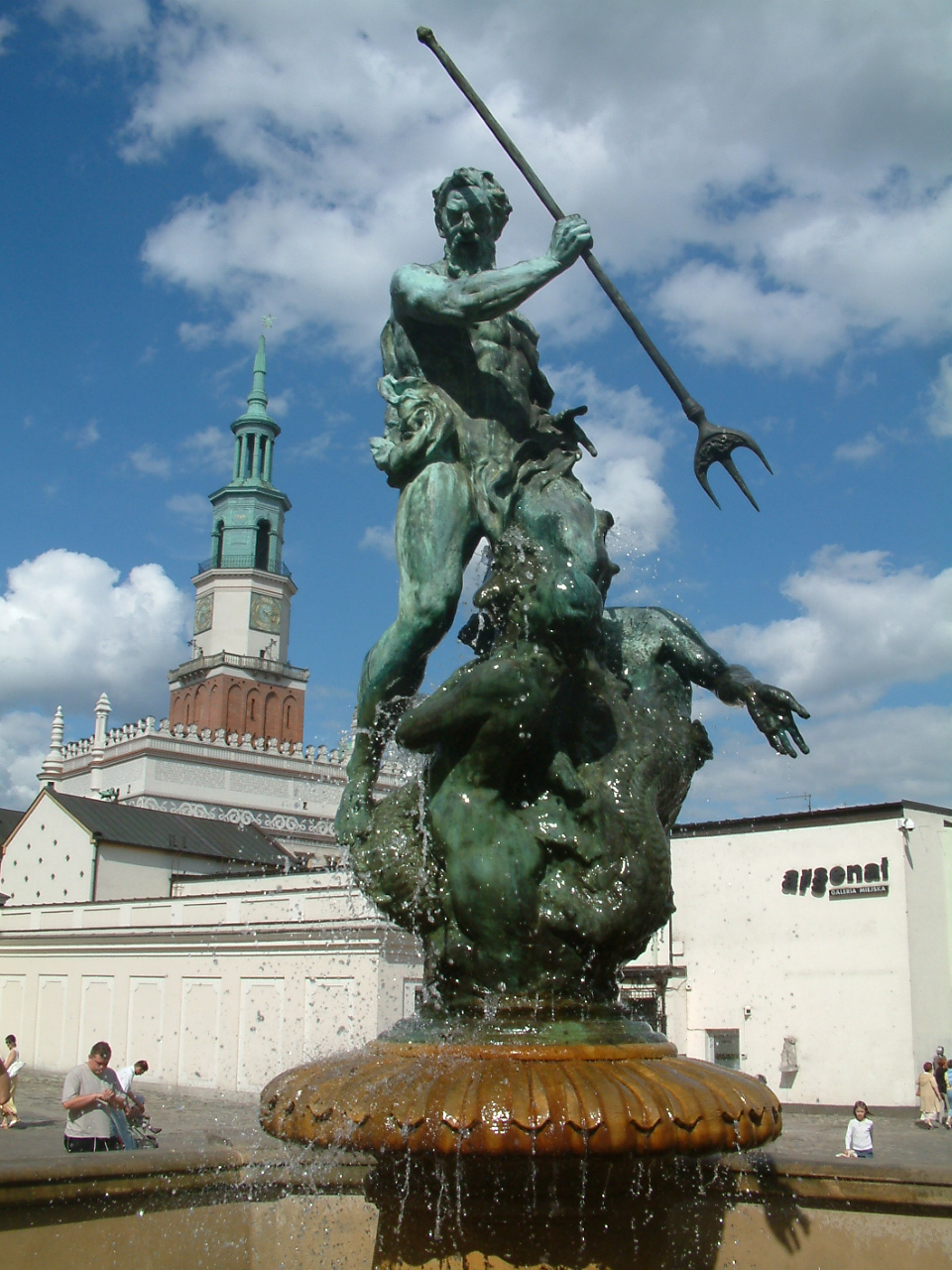
Fuente de Neptuno
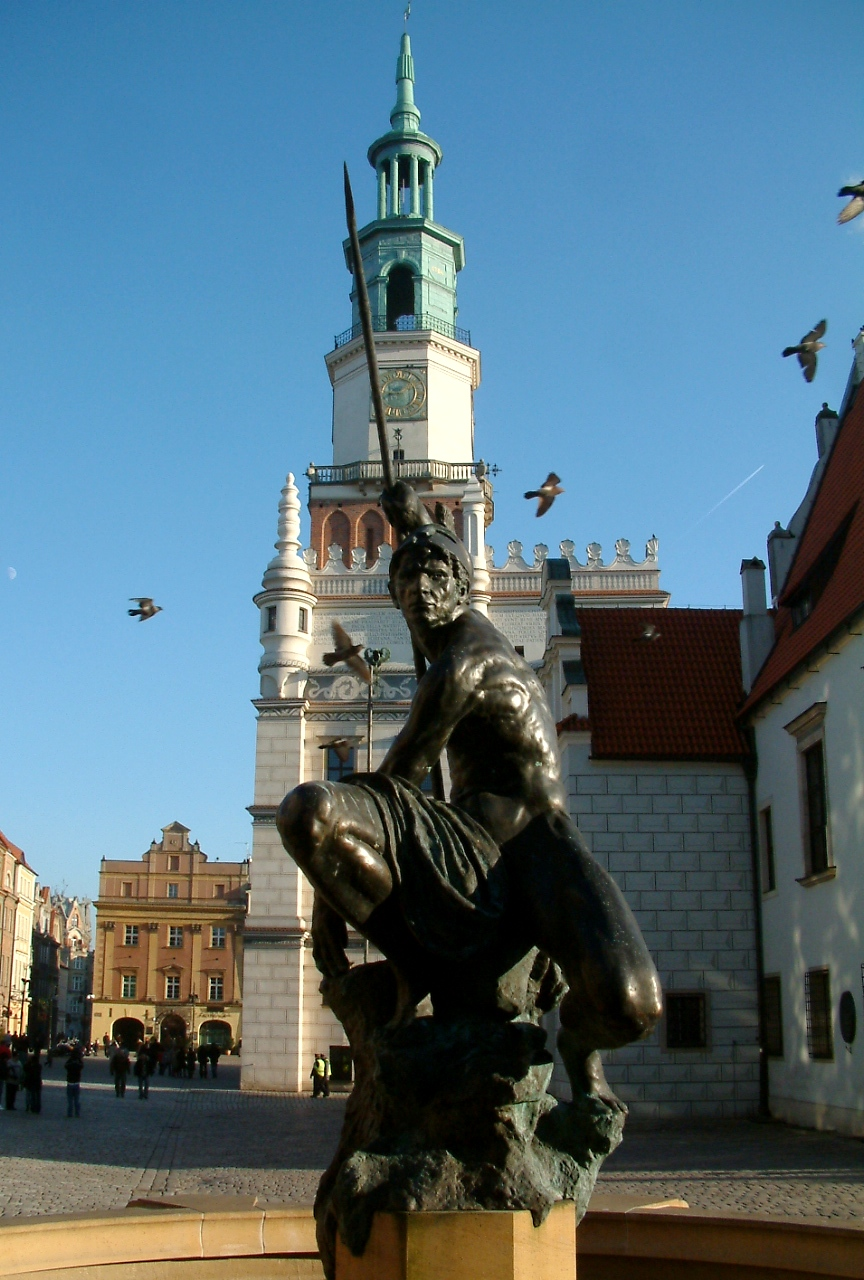
Fuente de Marte

## Calles en el casco antiguo

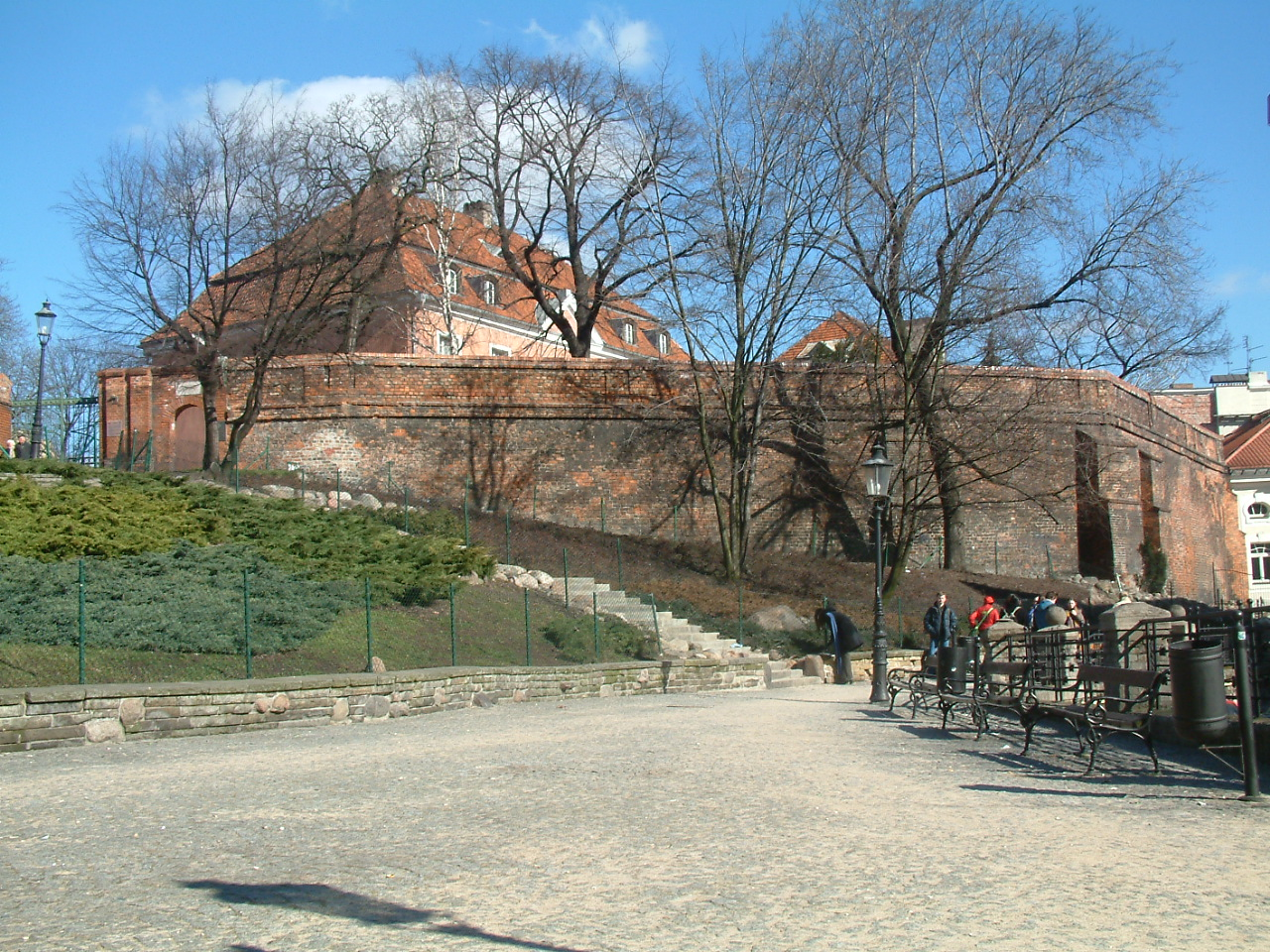
Restos del Castillo Real

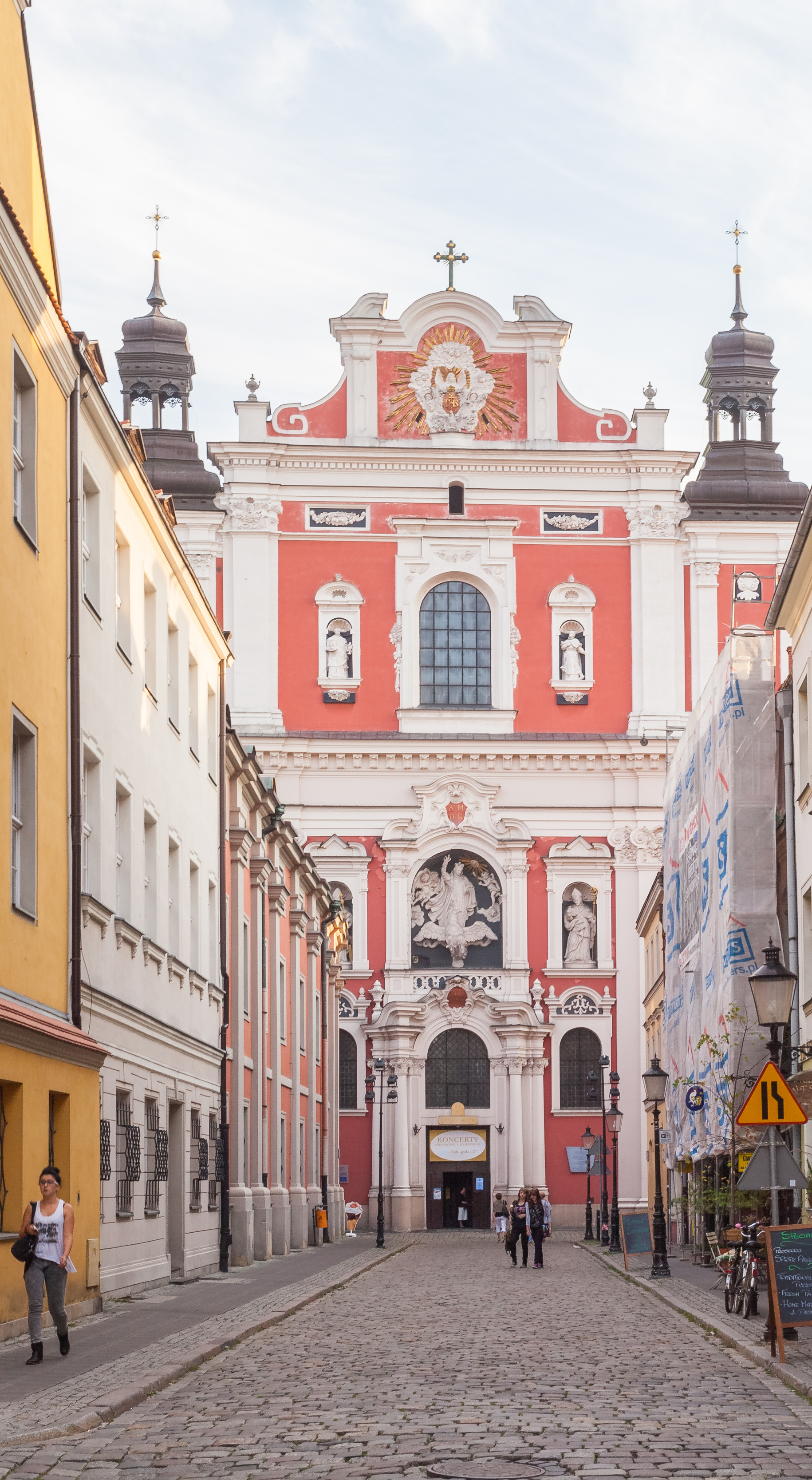
Vista de la iglesia de Fara desde ul. Świętosławska

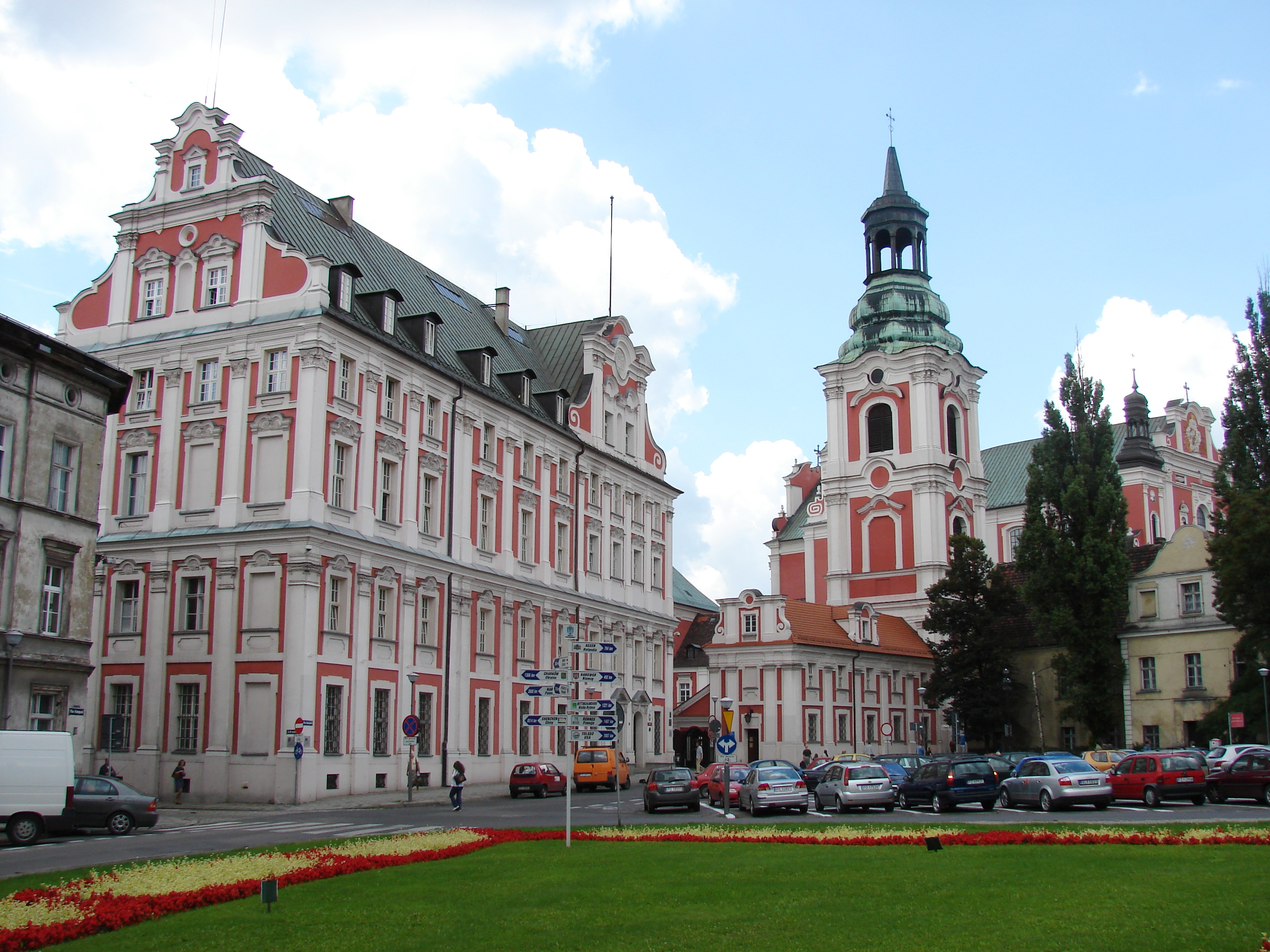
El antiguo colegio de los jesuitas

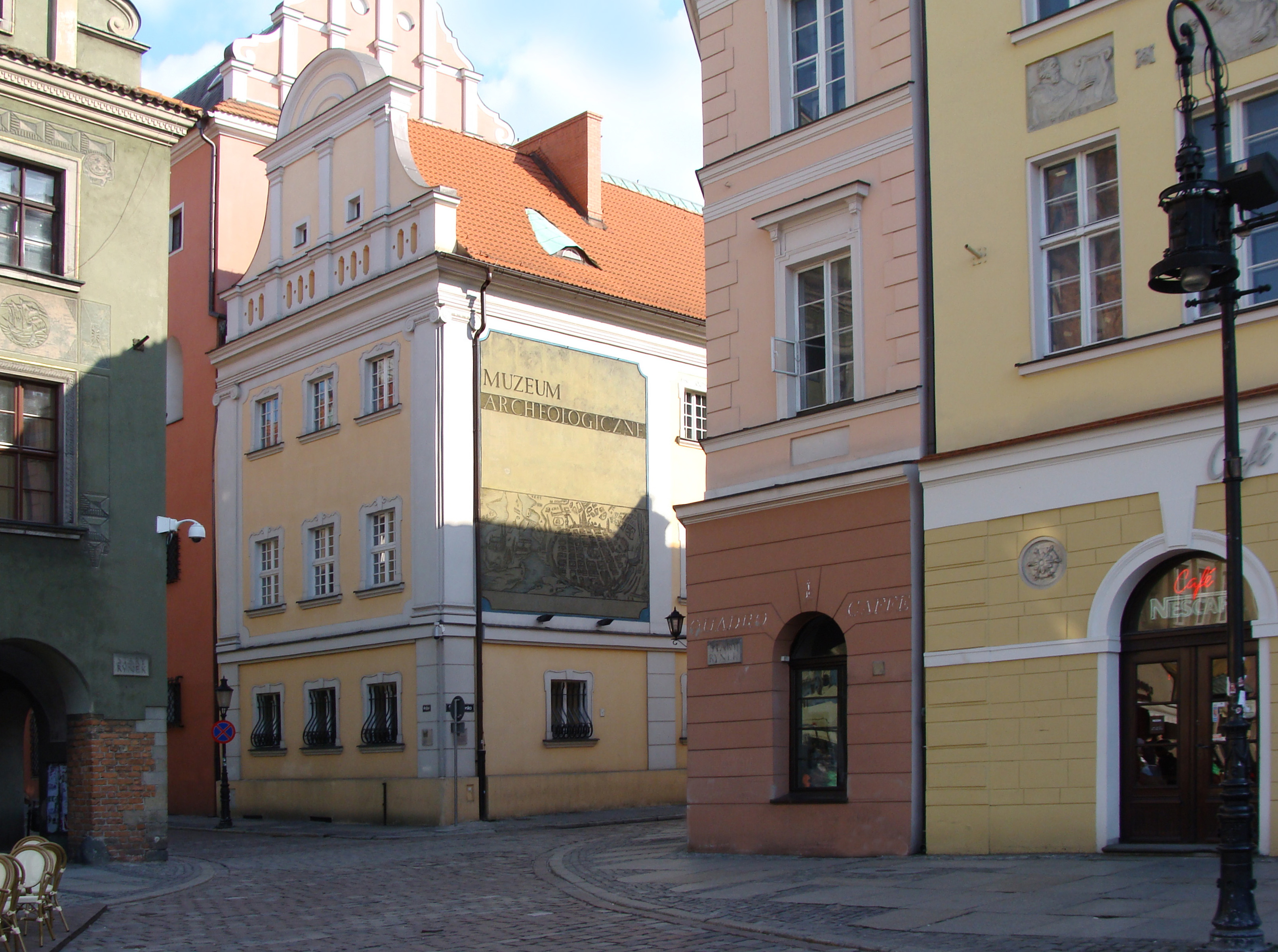
El palacio de Górkas (ahora el museo arqueológico) visto desde la plaza del mercado

La siguiente es una lista de nombres actuales de calles dentro del área de la antigua ciudad amurallada ( ul. significa ulica, que significa "calle").
Calles al norte de la plaza del mercado:
- ul. Stawna ("calle del Estanque"), siguiendo aproximadamente la línea del tramo norte de las antiguas murallas de la ciudad.
- ul. Masztalarska ("calle del Establo"), que corre hacia el oeste y luego hacia el sur en la esquina noreste del casco antiguo. Parte de un bastión del sistema de murallas de la ciudad (reconstruido en su mayor parte) se encuentra junto a la calle. También hay un tramo de muralla, reconstruido en su mayor parte, , que discurre entre Masztalarska y Stawna (hasta la puerta Wronki).
- ul. Mokra ("calle Mojada"), conectando Wroniecka y Żydowska.
- ul. Dominikańska ("calle Dominicana "), discurre hacia el este desde Żydowska.
- ul. Kramarska ("calle de los Tenderos"), paralela al borde norte de la plaza del mercado.
- ul. 23 Lutego ("calle 23 de febrero"), una extensión de Kramarska, que conduce hacia el oeste desde el barrio de la Ciudad Vieja (su nombre conmemora el día de la victoria en la Batalla de Poznań de 1945).
- ul. Szewska ("calle de los Sastres"), que corre de norte a sur desde Dominikańska.
- ul. Żydowska ("calle Judía"), que va hacia el norte desde la esquina noreste de la plaza. La parte noreste de la ciudad era antiguamente el barrio judío .
- ul. Wroniecka (" calle Wronki "), que corría hacia el norte, centrada en relación con la plaza. Conducía a la puerta Wronki (Brama Wroniecka), iniciando una ruta hacia el norte que cruzaba el río Warta en Wronki.
- ul. Rynkowa ("calle del mercado"), una calle corta entre la esquina noroeste de la plaza y Kramarska.

Calles al este de la plaza del mercado:
- ul. Wielka (" calle Grande "), que discurre hacia el este desde la esquina noreste de la plaza. Conducía a la "Gran Puerta" (Brama Wielka), la principal salida oriental de la ciudad hacia la catedral.
- ul. Woźna ("calle de los Carruajes"), que discurre hacia el este, en el centro de la plaza.
- ul. Wodna ("calle del Agua"), que discurre hacia el este desde la esquina sureste de la plaza. Conducía a la "Puerta del Agua" (Brama Wodna), que daba acceso a la isla de Grobla; el nombre alude al río. En la calle cercana a la plaza del mercado se encuentra el antiguo "palacio" de la familia Górka, hoy museo arqueológico.
- ul. Klasztorna ("calle de la Abadía"), paralela al lado este de la plaza.
- ul. Ślusarska ("calle de los Metalúrgicos"), paralela y al este de Klasztorna.

Calles al sur de la plaza del mercado
- ul. Kozia ("calle de las Cabras"), paralela al lado sur de la plaza. Probablemente recibió su nombre por un cartel en el que aparecían cabras (el nombre se aplicaba originalmente a ul. Świętosławska).
- ul. Gołębia ("calle de las Palomas"), paralela y al sur de Kozia.
- ul. Jaskółcza ("calle de las Golondrinas"), que conecta Szkolna y Wrocławska, al sur de Gołębia, en la línea de las antiguas murallas.
- ul. Szkolna ("calle de la Escuela"), que va hacia el sur desde la esquina suroeste de la plaza.
- ul. Wrocławska ("calle de Wrocław"), que discurre hacia el sur, en el centro de la plaza.
- ul. Świętosławska, que va hacia el sur desde la esquina sureste de la plaza, hasta la Fara (iglesia parroquial tradicional). Lleva el nombre de San Świętosław, el patrón de la iglesia.
- Plac Kolegiacki, plaza situada en el extremo oriental de Kozia y Gołębia, con el antiguo colegio de los jesuitas, que ahora funciona como oficinas del gobierno de la ciudad, en su lado sur.
- ul. Za Bramką ("más allá de la Puerta"), que lleva al sur desde Plac Kolegiacki.

(Para ul. Klasztorna, que se extiende hasta Gołębia, véase más arriba. )
Calles al oeste de la plaza del mercado:
- ul. Paderewskiego ("calle Paderewski"), que va hacia el oeste desde la esquina sureste de la plaza. Esta calle se amplió hacia el oeste cuando se demolieron las murallas de la ciudad a principios del siglo XIX, para conectar el casco antiguo con el nuevo distrito en torno a la actual Plac Wolności. Su nombre actual está relacionado con el discurso pronunciado por Ignacy Paderewski en el hotel Bazar (cuyo edificio se encuentra en el extremo occidental de la calle) en diciembre de 1918, precipitando el Levantamiento de la Gran Polonia.
- ul. Franciszkańska ("calle Franciscana "), que va hacia el oeste, centralmente en relación con la plaza. Allí se encuentra un monasterio franciscano.
- Góra Przemysława ("colina de Przemysław (Przemysł)"), una calle que lleva el nombre de la colina en la que se encontraba el Castillo Real, que discurre por la ladera de esa colina, entre Zamkowa y Franciszkańska.
- ul. Zamkowa ("calle del Castillo"), una calle corta que lleva al oeste y luego al norte, desde la esquina noroeste de la plaza.
- ul. Sieroca ("calle de los Huérfanos"), paralela al lado oeste de la plaza.
- ul. Murna ("Wall Street"), conectando Paderewskiego y Kozia.
- ul. Ludgardy, conectando Paderewskiego y Franciszkańska, en la línea de las antiguas murallas. Allí se encuentra un monumento al Levantamiento de la Gran Polonia (1918) .